# Jussi Rynnäs
Jussi Mårten Alarik Rynnäs, född 22 maj 1987 i Björneborg, Finland, är en finländsk före detta professionell ishockeymålvakt. Rynnäs moderklubb är Ässät, som han tog finskt juniorguld med säsongen 2007/08. Den följande säsongen var hans första som senior och då spelade han för Vasa Sport, FPS och Kiekko-Vantaa i lägre divisioner i Finland. Han återvände till moderklubben och spelade för den säsongen 2009/10, innan han lämnade Finland och tillbringade tre säsonger i Nordamerika. Där spelade han tre NHL-matcher för Toronto Maple Leafs, men tillbringade större delen av sin tid med farmarklubbarna Toronto Marlies och Reading Royals i AHL och ECHL.
Inför säsongen 2013/14 återvände han till Finland och vann guld med Oulun Kärpät. Detta belönades med ett nytt NHL-avtal, denna gång med Dallas Stars. Likt förra sejouren i Nordamerika fick han dock främst spela i AHL, för Texas Stars. Säsongen 2015/16 spelade han i KHL för Ak Bars Kazan, innan han återvände till Finland och spelade för Kärpät under ytterligare tre säsonger. 2017/18 vann han sitt andra finska guld med Kärpät och året därpå tog klubben silver. 2019/20 spelade han för tyska Krefeld Pinguine i DEL, innan han i september 2020 värvades av Linköping HC i SHL. Under den andra halvan av säsongen 2020/21 spelade han som utlånad för Södertälje SK i Hockeyallsvenskan. I augusti 2021 meddelades det att Rynnäs avslutat sin spelarkarriär.
Rynnäs gjorde A-landslagsdebut 2013 och har spelat två A-landskamper. 

## Karriär

### Klubblag
Rynnäs började spela ishockey i moderklubben Ässät. I december 2006 utsågs han till månadens spelare i Liigas juniorserie. Säsongen därpå, 2007/08, tog han finskt juniorsilver med klubben. Efter sina juniorår anslöt Rynnäs till Kiekko-Vantaa i Mestis, där han inte fick mycket speltid. Detta ledde till att han blev utlånad både till seriekonkurrenten Vasa Sport och FPS i den finska tredjeligan. Inför säsongen 2009/10 skrev han ett avtal med Ässät i Liiga. Efter att ha imponerat i försäsongsmatcher fick Rynnäs mer och mer ansvar och blev till slut Ässäts förstemålvakt. Trots att laget slutade näst sist i grundserien så hade Rynnäs seriens bästa räddningsprocent (.927).
I slutet av säsongen var flera NHL-klubbar intresserade av Rynnäs och den 23 april 2010 meddelades det att han skrivit ett tvåårsavtal med Toronto Maple Leafs. Under säsongens gång fick Rynnäs dock aldrig spela för Maple Leafs i NHL. Han tillbringade istället hela säsongen i klubbens farmarlag Toronto Marlies i AHL. Han gjorde AHL-debut den 11 oktober 2010 i en 3–2-förlust mot Abbotsford Heat. I sin sjätte AHL-match, den 9 november samma år, höll han nollan för första gången i AHL då han stoppade 33 skott i en 4–0-seger mot Connecticut Whale. Kort därefter utsågs han till veckans spelare i AHL. Totalt spelade han 30 grundseriematcher för Marlies och höll nollan vid två tillfällen.
Rynnäs tillbringade även den större delen av sin andra säsong i Nordamerika med Maple Leafs farmarlag. Han spelade 22 matcher för Marlies där han vid tre tillfällen höll nollan. Han spelade också 14 matcher för Reading Royals i ECHL. Den 27 mars 2012 blev han akut uppkallad till Toronto Maple Leafs i NHL efter att James Reimer skadat sig. Samma kväll gjorde han NHL-debut då han bytte av Jonas Gustavsson i början av den andra perioden i en match mot Carolina Hurricanes. Två dagar senare skadade sig Gustavsson under uppvärmningen inför en match mot Philadelphia Flyers. Rynnäs gjorde då sin första NHL-match från start och släppte in 7 mål på 30 skott i en 7–1-förlust.
Den 2 juli 2012 förlängde Rynnäs sitt avtal med Maple Leafs med ytterligare ett år. Säsongen 2012/13 spelade Rynnäs 21 matcher för Marlies i NHL – han höll nollan vid tre av de fem första matcherna han spelade. Under säsongen gjorde han också ett inhopp för Maple Leafs i NHL där han spelade tio minuter i en match mot Tampa Bay Lightning.
Den 10 juli 2013 lämnade Rynnäs Maple Leafs organisation som free agent och återvände till Finland efter att ha skrivit ett tvåårsavtal med Oulun Kärpät. I december 2013 utsågs Rynnäs till månadens spelare i Liiga. Kärpät vann grundserien och på 40 spelade matcher noterades Rynnäs för 9 hållna nollor. För andra gången i sin karriär var han också den målvakt i serien som hade bäst räddningsprocent (.939) och hade dessutom i genomsnitt minst insläppta mål per match. I det efterföljande slutspelet slog Kärpät ut både HPK och SaiPa innan man också besegrade Tappara med 4–3 i finalserien och Rynnäs tilldelades därefter sitt första finska mästerskapsguld.

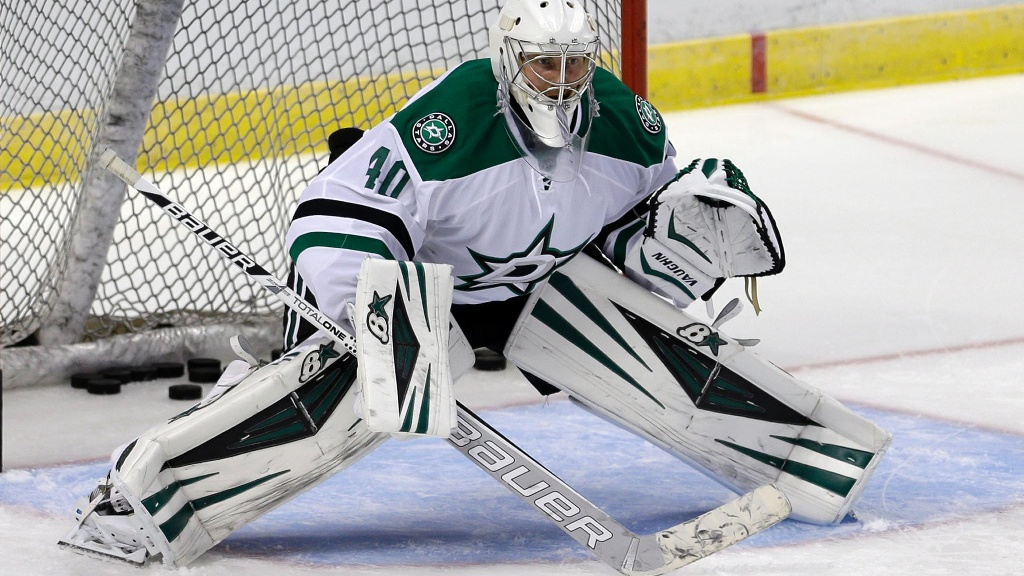
Rynnäs med Dallas Stars, oktober 2014.

Trots ett år kvar på sitt avtal med Kärpät, skrev Rynnäs den 7 juli 2014 ett tvåårsavtal med Dallas Stars i NHL. Likt föregående sejour i NHL fick Rynnäs påbörja säsongen i AHL, med Stars farmarklubb Texas Stars. I december 2014 blev han uppkallad till NHL och spelade två matcher för Dallas. Resten av säsongen tillbringade han i AHL. I mitten av februari 2015 utsågs Rynnäs till veckans spelare i AHL. På 39 spelade matcher med Texas höll Rynnäs nollan vid fyra tillfällen.
Efter att ha blivit uppsatt på waiverslistan av Stars meddelades det den 15 juni 2015 att Rynnäs skrivit ett ettårsavtal med den kazakiska klubben Ak Bars Kazan i KHL. Han höll nollan i sin KHL-debut då laget besegrade HK Sotji med 0–1 den 27 augusti samma år. Under säsongens gång fick Rynnäs främst agera andramålvakt bakom Emil Garipov och spelade totalt 19 matcher för Kazan i KHL. Han höll nollan vid tre tillfällen.
Efter en säsong i KHL meddelades det i slutet av april 2016 att Rynnäs skrivit ett tvåårsavtal och återvänt till Oulun Kärpät i Liiga. Innan grundseriens slut, den 1 februari 2017, förlängde Rynnäs sitt avtal med klubben med ytterligare två säsonger. Kärpät slutade på åttonde plats i grundserien och slogs sedan ut i den första slutspelsrundan av HIFK med 2–0 i matcher. Säsongen därpå ådrog han sig en skada vilket gjorde att han missade en del av grundserien. Totalt spelade han 28 matcher och Kärpät vann serien. I slutspelet slogs lag i tur och ordning ut Ässät, HIFK och Tappara och Rynnäs tilldelades sitt andra finska mästerskapsguld. Rynnäs missade även en stor del av säsongen 2018/19, inklusive slutspelet, efter att ha ådragit sig en ny skada. Han spelade endast 21 grundseriematcher för Kärpät och tog ett finskt silver med klubben.
Den 10 maj 2019 tillkännagav den tyska klubben Krefeld Pinguine i DEL att man skrivit ett ettårsavtal med Rynnäs. I Krefeld var Rynnäs lagets förstemålvakt och spelade 26 grundseriematcher för klubben. Laget slutade på tolfte plats i grundserietabellen och misslyckades att ta sig till slutspel. Den 15 september 2020 bekräftades det att Rynnäs skrivit ett ettårsavtal med Linköping HC i SHL. Han spelade endast sju matcher för klubben innan det den 27 januari 2021 meddelades att han lånats ut till Södertälje SK i Hockeyallsvenskan.
I april 2021 skrev Rynnäs ett avtal med den österrikiska klubben EHC Black Wings Linz. I början av juli samma år meddelades det dock att han brutit kontraktet med klubben på grund av personliga skäl. Den följande månaden, den 12 augusti 2021, bekräftade Rynnäs att han valt att avsluta sin karriär som ishockeyspelare.

### Landslag
Rynnäs har spelat två A-landslagsmatcher för Finland. 2013 blev han uttagen att spela Karjala Tournament där han gjorde A-landslagsdebut den 7 november 2013. Han gjorde 20 räddningar i matchen som Finland vann mot Ryssland med 3–4.

## Statistik
M = Matcher, V = Vinster, F = Förluster, O/ÖT = Oavgjorda/Övertid, MIN = Spelade minuter, IM = Insläppta Mål, N = Hållit nollan, GIM = Genomsnitt insläppta mål per match, R% = Räddningsprocent
| 2008–09      | Vasa Sport          | Mestis       | 1   | —  | —  | —  | —    | —   | —  | 6.00 | .793  | — | — | — | —   | —  | — | —    | —    |
| 2008–09      | FPS                 | Suomi-sarja  | 4   | —  | —  | —  | —    | —   | —  | 2.50 | .920  | — | — | — | —   | —  | — | —    | —    |
| 2008–09      | Kiekko-Vantaa       | Mestis       | 7   | —  | —  | —  | —    | —   | —  | 3.99 | .887  | 5 | — | — | 270 | 5  | 0 | 2.22 | .941 |
| 2009–10      | Ässät               | Liiga        | 31  | 14 | 13 | 1  | 1717 | 71  | 3  | 2.48 | .927  | — | — | — | —   | —  | — | —    | —    |
| 2010–11      | Toronto Marlies     | AHL          | 30  | 9  | 15 | 3  | 1660 | 75  | 2  | 2.71 | .911  | — | — | — | —   | —  | — | —    | —    |
| 2011–12      | Toronto Marlies     | AHL          | 22  | 11 | 9  | 1  | 1272 | 54  | 3  | 2.55 | .910  | — | — | — | —   | —  | — | —    | —    |
| 2011–12      | Reading Royals      | ECHL         | 14  | 8  | 5  | 1  | 767  | 41  | 1  | 3.21 | .914  | — | — | — | —   | —  | — | —    | —    |
| 2011–12      | Toronto Maple Leafs | NHL          | 2   | 0  | 1  | 0  | 99   | 7   | 0  | 4.25 | .825  | — | — | — | —   | —  | — | —    | —    |
| 2012–13      | Toronto Marlies     | AHL          | 21  | 10 | 9  | 1  | 1231 | 54  | 3  | 2.63 | .908  | — | — | — | —   | —  | — | —    | —    |
| 2012–13      | Toronto Maple Leafs | NHL          | 1   | 0  | 0  | 0  | 10   | 0   | 0  | 0.00 | 1.000 | — | — | — | —   | —  | — | —    | —    |
| 2013–14      | Oulun Kärpät        | Liiga        | 40  | 28 | 5  | 7  | 2382 | 60  | 9  | 1.51 | .939  | 3 | 0 | 3 | 163 | 7  | 0 | 2.57 | .881 |
| 2014–15      | Texas Stars         | AHL          | 39  | 22 | 6  | 8  | 2202 | 93  | 4  | 2.53 | .920  | 2 | 0 | 2 | 119 | 6  | 0 | 3.02 | .922 |
| 2014–15      | Dallas Stars        | NHL          | 2   | 0  | 1  | 0  | 92   | 7   | 0  | 4.57 | .841  | — | — | — | —   | —  | — | —    | —    |
| 2015–16      | Ak Bars Kazan       | KHL          | 19  | 7  | 6  | 5  | 1041 | 38  | 3  | 2.19 | .921  | — | — | — | —   | —  | — | —    | —    |
| 2016–17      | Oulun Kärpät        | Liiga        | 48  | 21 | 16 | 10 | 2801 | 92  | 5  | 1.97 | .925  | 2 | 0 | 2 | 127 | 8  | 0 | 3.78 | .849 |
| 2017–18      | Oulun Kärpät        | Liiga        | 28  | 13 | 5  | 8  | 1559 | 58  | 3  | 2.23 | .910  | 3 | 1 | 2 | 119 | 6  | 0 | 3.04 | .860 |
| 2018–19      | Oulun Kärpät        | Liiga        | 21  | 16 | 3  | 2  | 1266 | 34  | 4  | 1.62 | .930  | — | — | — | —   | —  | — | —    | —    |
| 2019–20      | Krefeld Pinguine    | DEL          | 26  | 10 | 14 | 0  | 1494 | 70  | 1  | 2.81 | .921  | — | — | — | —   | —  | — | —    | —    |
| 2020–21      | Linköping HC        | SHL          | 7   | 2  | 4  | 0  | 334  | 22  | 0  | 3.95 | .856  | — | — | — | —   | —  | — | —    | —    |
| 2020–21      | Södertälje SK       | HA           | 12  | 7  | 5  | 0  | 736  | 29  | 0  | 2.37 | .919  | 3 | 1 | 1 | 120 | 6  | 0 | 2.99 | .895 |
| Liiga totalt | Liiga totalt        | Liiga totalt | 168 | 92 | 42 | 28 | 9666 | 313 | 23 | 1.94 | .930  | 8 | 1 | 7 | 409 | 21 | 0 | 3.06 | .865 |
| KHL totalt   | KHL totalt          | KHL totalt   | 19  | 7  | 6  | 5  | 1041 | 38  | 3  | 2.19 | .921  | — | — | — | —   | —  | — | —    | —    |
| NHL totalt   | NHL totalt          | NHL totalt   | 5   | 0  | 2  | 0  | 202  | 14  | 0  | 4.17 | .844  | — | — | — | —   | —  | — | —    | —    |